# Saint-Pé-Delbosc
Saint-Pé-Delbosc – miejscowość i gmina we Francji, w regionie Oksytania, w departamencie Górna Garonna.
Według danych na rok 1990 gminę zamieszkiwały 132 osoby, a gęstość zaludnienia wynosiła 24 osób/km² (wśród 3020 gmin regionu Midi-Pireneje Saint-Pé-Delbosc plasuje się na 931 miejscu pod względem liczby ludności, natomiast pod względem powierzchni na miejscu 1450).